# Kuisma Taipale
Kuisma Taipale (Veteli, 15 febbraio 1970) è un ex fondista finlandese.
È figlio di Hannu, a sua volta fondista di alto livello.

## Biografia
In Coppa del Mondo ha esordito il 29 febbraio 1992 a Lahti (22°) e ha ottenuto il primo podio il 1º dicembre 2002 a Kuusamo (2°).
In carriera ha preso parte a un'edizione dei Giochi olimpici invernali, Salt Lake City 2002 (30° nella 15 km, 47° nella 50 km, 11° nella staffetta), e a tre dei Campionati mondiali (6° nella staffetta a  Val di Fiemme 2003 il miglior risultato).

## Palmarès

### Coppa del Mondo
- Miglior piazzamento in classifica generale: 52º nel 1993
- 1 podio (a squadre[2]):
  - 1 secondo posto